# Quinte de violon
La quinte de violon est un instrument à cordes frottées de la famille des violons, composant de l'orchestre français et utilisé jusqu'au milieu des années 1710. Au côté de la haute-contre de violon et de la taille de violon, il fait partie des parties dites « intermédiaires » (ou « de remplissage ») de cet orchestre.

## Rôle dans l'orchestre
La quinte de violon n'était utilisée que dans les ensembles à cordes d'une certaine importance. « Quinte » signifie d'ailleurs 5e partie et n'a rien avoir avec l'intervalle musical du même nom. Il s'agissait donc d'un agrément optionnel destiné à enrichir l'harmonie de l'orchestre (si tant est que les forces musicales en présence le permettait). Sa partie pouvait même être directement improvisée par les interprètes à partir de la mélodie et de la basse. Par ailleurs, si une partie écrite existait, elle pouvait avoir été composée non pas par le compositeur lui-même, mais par un de ses élèves. De plus, la partie de quinte, tout comme les parties de haute-contre et de taille, ne figurait que rarement dans les éditions imprimées, archivées et diffusées à travers le royaume. Elle était alors éventuellement réécrite, si nécessité.

## Caractéristiques

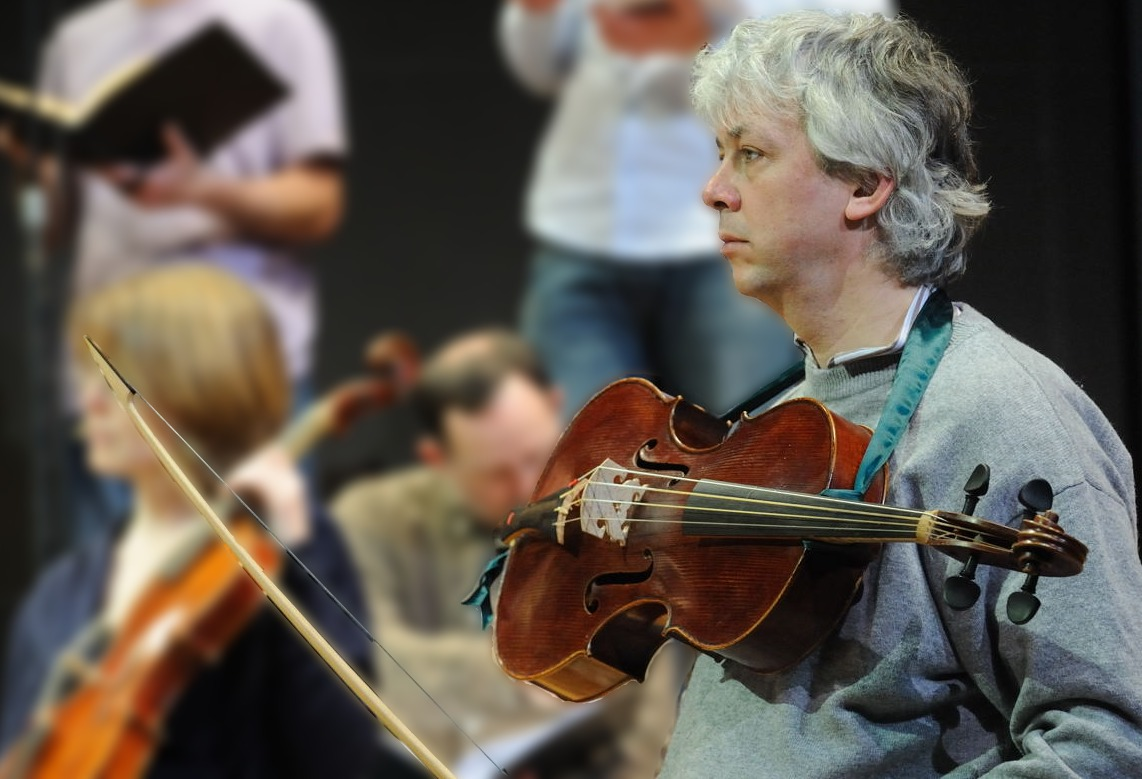
Quinte de Violon

Aucun instrument d'époque, dans son état d'origine et correspondant assurément à une quinte de violon n'a été conservé. Sa physionomie exacte reste donc un sujet de recherche actif (2019). Cependant, il est estimé que sa caisse de résonance devait mesurer environ 5 cm de plus qu'un alto moderne, soit approximativement 45,8 cm. La quinte de violon devait également se distinguer par son épaisseur : plus ou moins 7 cm, soit près du double de celle d'un alto.
Le Centre de musique baroque de Versailles a tenté, au début des années 2000, une reconstitution de la quinte de violon. Cependant, il a malheureusement été établi depuis que les instruments de l'époque devaient très probablement être à la fois plus petits et plus épais que ceux ayant été recréés.
La quinte de violon était accordée en ut - sol - ré¹ - la¹, comme toutes les parties intermédiaires. Ses partitions étaient écrites en clé d'ut 3. Il est possible que certaines quintes de violon aient possédé une cinquième corde dans les graves (tout comme les basses de violon). Il arrive en effet que certaines œuvres la fassent parfois descendre en dessous de son registre naturel. Par ailleurs, le peu de violons conservés ayant probablement été des quintes (avant d'être recoupés) ont généralement cinq cordes.

## La disparition de la quinte de violon
La première moitié du XVIIIe siècle voit s'opérer en France un changement progressif dans le goût musical. Les harmonies riches et denses laissent peu à peu place à une texture orchestrale plus claire. La place accordée aux parties intermédiaires de l'orchestre se réduit alors progressivement. La partie de quinte est la première à subir ce changement. L'écriture harmonique remplace encore un peu plus l'écriture linéaire traditionnelle en style de contrepoint.
Par ailleurs, le goût pour une plus grande virtuosité amène les dessus de violon (qui tiennent la mélodie) à ne plus simplement se cantonner au haut de leur registre, mais à descendre de plus en plus régulièrement dans les graves. L'espace restant aux parties intermédiaires se réduit alors peu à peu, jusqu'à ce que les compositeurs finissent par juger la partie de quinte encombrante, la fasse taire de plus en plus régulièrement, pour finir par l'abandonner tout à fait.
La disparition de la partie de quinte va naturellement entraîner celle de l'instrument lui-même. Les quelques quintes conservées vont être recoupées pour devenir des altos modernes, ou bien de petits violoncelles appelés violoncelle d'enfant, violoncello piccolo ou bien encore viola pomposa.
Notons que la suppression de la partie de quinte est un phénomène ayant touché l'ensemble du royaume, et ce, semble-t-il, de façon assez concomitante. Ainsi, et par exemple, sa partie disparaît brutalement du fonds de l'Académie des Beaux-Arts de Lyon, à une date indéterminée, mais située entre 1720 et 1725 (ce qui correspond également, à peu de chose près, à son déclin définitif à la cour).

## Sources
- Jean Duron, Regards sur la musique au temps de Louis XIV, Mardaga, 2007
- Recueil de publications sous la direction de Jean Duron et Florence Gétreau, L'orchestre à cordes sous Louis XIV, Vrin, 2015
  - Catherine Massip, Recherches sur les violons du roi : bilan et perspectives
  - Jerôme de La Gorce, L'évolution de l'orchestre à cinq parties et la suppression de la quinte de violon
  - Florence Gétreau, Les ensembles de violons en France à travers les sources visuelles
  - Karel Moens, Les voix médianes dans l'orchestre français sous le règne de Louis XIV : les instruments conservés comme source d'informations
  - Fabian Balthazart, La disparition de la partie de quinte de violon du motet à grand chœur à la Chapelle royale de Versailles
  - Bénédicte Hertz : Les parties intermédiaires dans le fond musical Lyonnais